# Niccolò Maria d'Este
Niccolò Maria d'Este (Ferrara, 1450? – Ferrara, 5 agosto 1507) è stato un vescovo cattolico italiano.

## Biografia
Niccolò Maria era il figlio naturale di Gurone d'Este, che a sua volta era figlio naturale del marchese di Ferrara Niccolò III d'Este e della sua amante Filippa della Tavola.
Nel 1483 venne nominato prevosto di Bondeno, abate commendatario di Santa Maria di Gavello (Rovigo) e rettore dell'ospitale di San Giacomo in Valdilamola.
Nel 1484 morì il padre Gurone, abate commendatario di Nonantola e i monaci ne designarono successore il figlio Niccolò, senza però che l'elezione avesse effetto.
Nel 1487 divenne vescovo di Adria. L'ordinazione episcopale fu impartita il 12 agosto 1487 da Filasio Roverella, arcivescovo di Ravenna, assistito dai vescovi Filippo Contorni di Urbino e Battista de' Canonici di Faenza; presenti alla cerimonia lo zio, duca Ercole, la duchessa Eleonora e gli zii Sigismondo d'Este, Rinaldo d'Este e Alberto d'Este. Lo stesso anno accompagnò il nipote Ippolito di otto anni dal re d'Ungheria e Boemia Mattia Corvino a ricevere l'episcopato di Strigonio. Mattia era marito di Beatrice, sorella di Eleonora, quindi zio acquisito del fanciullo.
Compì numerosi viaggi in Italia e all'estero e nel 1492 fu a Roma per l'elezione di papa Alessandro VI.
Dal 1502 ricoprì la carica di governatore del Patrimonio di San Pietro, con sede a Viterbo.
Morì a Ferrara il 5 agosto 1507.

## Discendenza
Ebbe tre figli naturali:
- Niccolò
- Gurone (?-1556); sua figlia naturale Bianca sposò Annibale Muzzarelli e poi, rimasta vedova, Ercole Malatesta[3]
- Ercole

## Genealogia episcopale
La genealogia episcopale è:
- Arcivescovo Filiasio Roverella
- Vescovo Niccolò d'Este

## Stemma
| Immagine | Blasonatura |
| -------- | --- |
| \| \|    | Niccolò Maria d'Este Vescovo di Adria Stemma di Casa d'Este (l'inquartato di Niccolò III, lo stesso usato da Gurone, padre di Niccolò Maria). Lo scudo, accollato a una croce astile vescovile d'oro, posta in palo, è timbrato da un cappello con cordoni e nappe di verde. Le nappe, in numero di dodici, sono disposte sei per parte, in cinque ordini di 1, 2, 3. |
|          | |

## Ascendenza
|                                                          |   |                   | Genitori           |  |  | Nonni |  |  | Bisnonni                                       |  |  | Trisnonni                              |  |
|                                                          |   |                   |                    |  |  |       |  |  | Alberto V d'Este, marchese di Ferrara e Modena |  |  | Obizzo III d'Este, marchese di Ferrara |  |
|                                                          |   |                   |                    |  |  |       |  |  | Alberto V d'Este, marchese di Ferrara e Modena |  |  | Obizzo III d'Este, marchese di Ferrara |  |
|                                                          |   | Lippa Ariosti     |                    |  |  |       |  |  | Alberto V d'Este, marchese di Ferrara e Modena |  |  |                                        |  |
| Niccolò III d'Este, marchese di Ferrara, Modena e Reggio |   |                   |                    |  |  |       |  |  | Alberto V d'Este, marchese di Ferrara e Modena |  |  |                                        |  |
|                                                          |   | Isotta Albaresani | Alberto Albaresani |  |  |       |  |  |                                                |  |  |                                        |  |
|                                                          |   | Isotta Albaresani | Alberto Albaresani |  |  |       |  |  |                                                |  |  |                                        |  |
|                                                          |   | Isotta Albaresani | …                  |  |  |       |  |  |                                                |  |  |                                        |  |
| Gurone d'Este                                            |   | Isotta Albaresani |                    |  |  |       |  |  |                                                |  |  |                                        |  |
|                                                          |   | …                 | …                  |  |  |       |  |  |                                                |  |  |                                        |  |
|                                                          |   | …                 | …                  |  |  |       |  |  |                                                |  |  |                                        |  |
|                                                          |   | …                 | …                  |  |  |       |  |  |                                                |  |  |                                        |  |
| Filippa della Tavola                                     |   | …                 |                    |  |  |       |  |  |                                                |  |  |                                        |  |
|                                                          |   | …                 | …                  |  |  |       |  |  |                                                |  |  |                                        |  |
|                                                          |   | …                 | …                  |  |  |       |  |  |                                                |  |  |                                        |  |
|                                                          |   | …                 | …                  |  |  |       |  |  |                                                |  |  |                                        |  |
| Niccolò Maria d'Este                                     |   | …                 |                    |  |  |       |  |  |                                                |  |  |                                        |  |
|                                                          | … | …                 |                    |  |  |       |  |  |                                                |  |  |                                        |  |
|                                                          | … | …                 |                    |  |  |       |  |  |                                                |  |  |                                        |  |
|                                                          | … | …                 |                    |  |  |       |  |  |                                                |  |  |                                        |  |
| …                                                        | … |                   |                    |  |  |       |  |  |                                                |  |  |                                        |  |
|                                                          |   | …                 | …                  |  |  |       |  |  |                                                |  |  |                                        |  |
|                                                          |   | …                 | …                  |  |  |       |  |  |                                                |  |  |                                        |  |
|                                                          |   | …                 | …                  |  |  |       |  |  |                                                |  |  |                                        |  |
| …                                                        |   | …                 |                    |  |  |       |  |  |                                                |  |  |                                        |  |
|                                                          |   | …                 | …                  |  |  |       |  |  |                                                |  |  |                                        |  |
|                                                          |   | …                 | …                  |  |  |       |  |  |                                                |  |  |                                        |  |
|                                                          |   | …                 | …                  |  |  |       |  |  |                                                |  |  |                                        |  |
| …                                                        |   | …                 |                    |  |  |       |  |  |                                                |  |  |                                        |  |
|                                                          |   | …                 | …                  |  |  |       |  |  |                                                |  |  |                                        |  |
|                                                          |   | …                 | …                  |  |  |       |  |  |                                                |  |  |                                        |  |
|                                                          |   | …                 | …                  |  |  |       |  |  |                                                |  |  |                                        |  |
|                                                          |   | …                 |                    |  |  |       |  |  |                                                |  |  |                                        |  |